# In the Wake of Poseidon
In the Wake of Poseidon (1970) er King Crimsons andet album. På det tidspunkt, hvor albummet blev udgivet, havde gruppen allerede oplevet sin første ændring i besætning, selvom de stadig havde meget af stilen fra det første album, In the Court of the Crimson King.
Som på det første album, skifter stemningen på dette album ofte fra det fredfyldte til det kaotiske. Albummet starter med et poetisk vokalnummer, "Piece – A Beginning", der gentages instrumentalt midt på albummet og så igen vokalt til slut. Det længste nummer er et kaotisk instrumentalt stykke med titlen "The Devil's Triangle", som grundlæggende er en udgave under andet navn af Gustav Holsts "Mars: Bringer of War" fra hans suite The Planets. King Crimson ønskede at kalde stykket "Mars", da gruppen havde spillet det på turné i 1969, men det måtte de ikke for komponistens arvinger. I 1971 blev et kort uddrag af "The Devil's Triangle" brugt i tv-serien Doctor Who fra BBC.